# Hôtel Claridge
Pour les articles homonymes, voir Claridge's et Claridge Tower at Bally's.
L'hôtel Claridge était un grand hôtel situé au no 74 de l'avenue des Champs-Élysées à Paris.

## Histoire

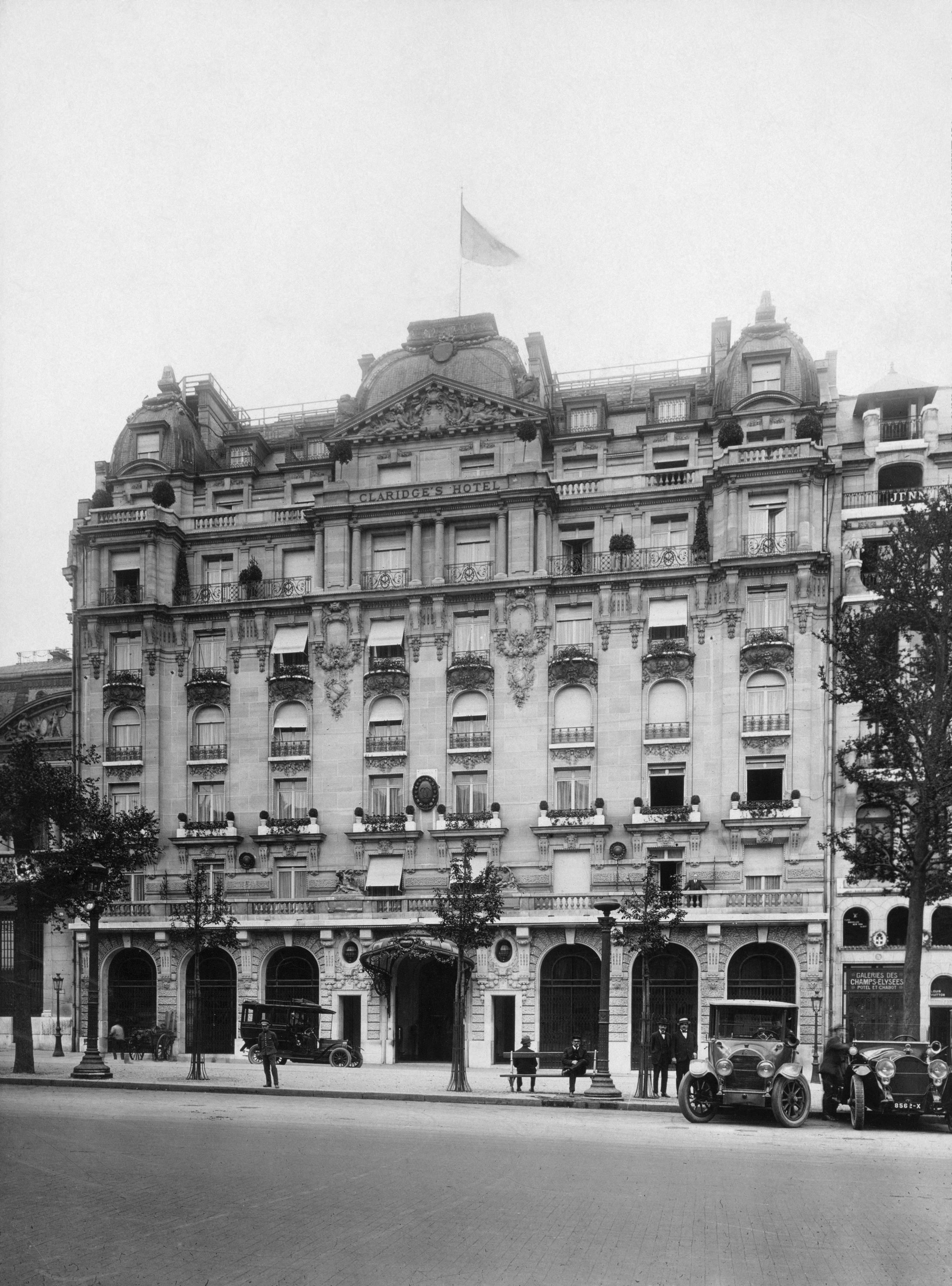
Photographie ancienne de l'hôtel.

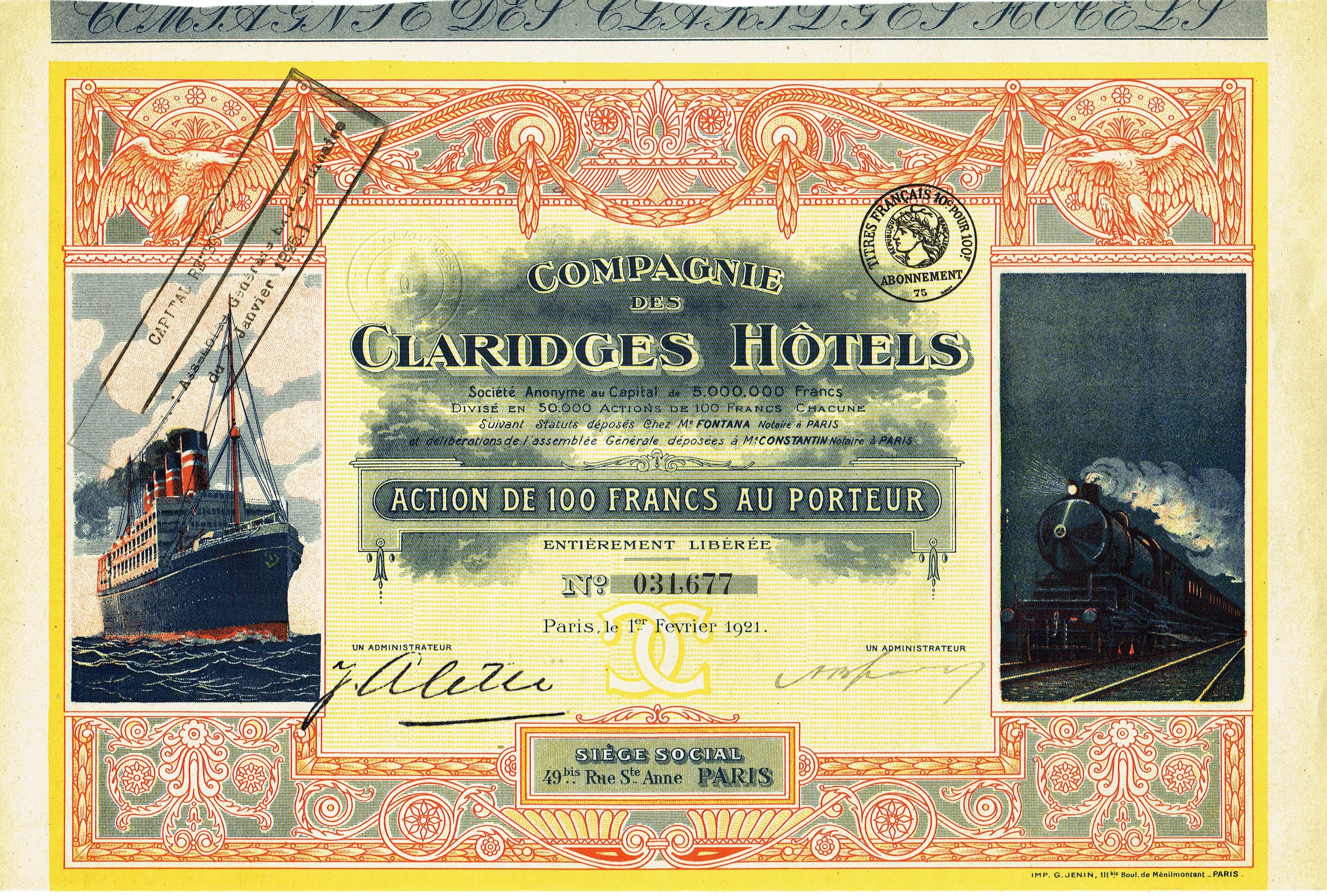
Action de la Compagnie des Claridges Hôtels en date du 1er février 1921.

Construit en 1914 à la veille de la Première Guerre mondiale, l'hôtel n'est pas encore ouvert lorsqu'il est réquisitionné par le ministère de l'Armement pour toute la durée du conflit.
Le premier client franchit officiellement les portes de l'établissement en 1918. Dans les années 1920, l'hôtel connaît un succès foudroyant, avant de subir la crise économique à partir de 1932.
Durant la Seconde Guerre mondiale, l'hôtel est à nouveau réquisitionné par l'armée française, puis allemande. 
Après le conflit, l'hôtel redevient le rendez-vous des touristes de grand luxe, des hommes d'affaires et des personnalités politiques.
Le Claridge ferme ses portes le 31 décembre 1976. L'entier mobilier des 260 chambres de styles Chippendale ou Adam, ainsi que les lustres et la vaisselle du restaurant sont vendus au cours de plusieurs vacations, pendant 18 jours, en mars 1977.
L'hôtel a été repris et a rouvert par la suite ; aujourd’hui, il est une résidence hôtelière. Celle-ci appartient au groupe Fraser et propose 114 chambres. Les façades et toitures sont inscrites au titre des monuments historiques par arrêté du 30 juillet 1980.
Le 3 février 1986, dans le contexte des attentats de 1985-1986 en France, une bombe explose en face de la galerie marchande de l'hôtel, un acte perpétré par la mouvance islamiste du Hezbollah.
En décembre 1997, le 50e magasin Fnac en France ouvre dans les sous-sols de la galerie Claridge.

## Clients célèbres
De nombreuses personnalités ont fréquenté le Claridge comme Marlène Dietrich, Édith Piaf,  Jean Gabin, Salvador Dali qui amena des chèvres jusque dans ses appartements, le boxeur Sugar Ray Robinson, Georges Simenon, Jean Cocteau, Colette, etc.
Alexandre Stavisky y logea avec sa femme Arlette Simon.
Le 8 avril 1950, Duke Ellington se fait mouler la main dans l'hôtel en présence de Boris Vian.

## Galerie

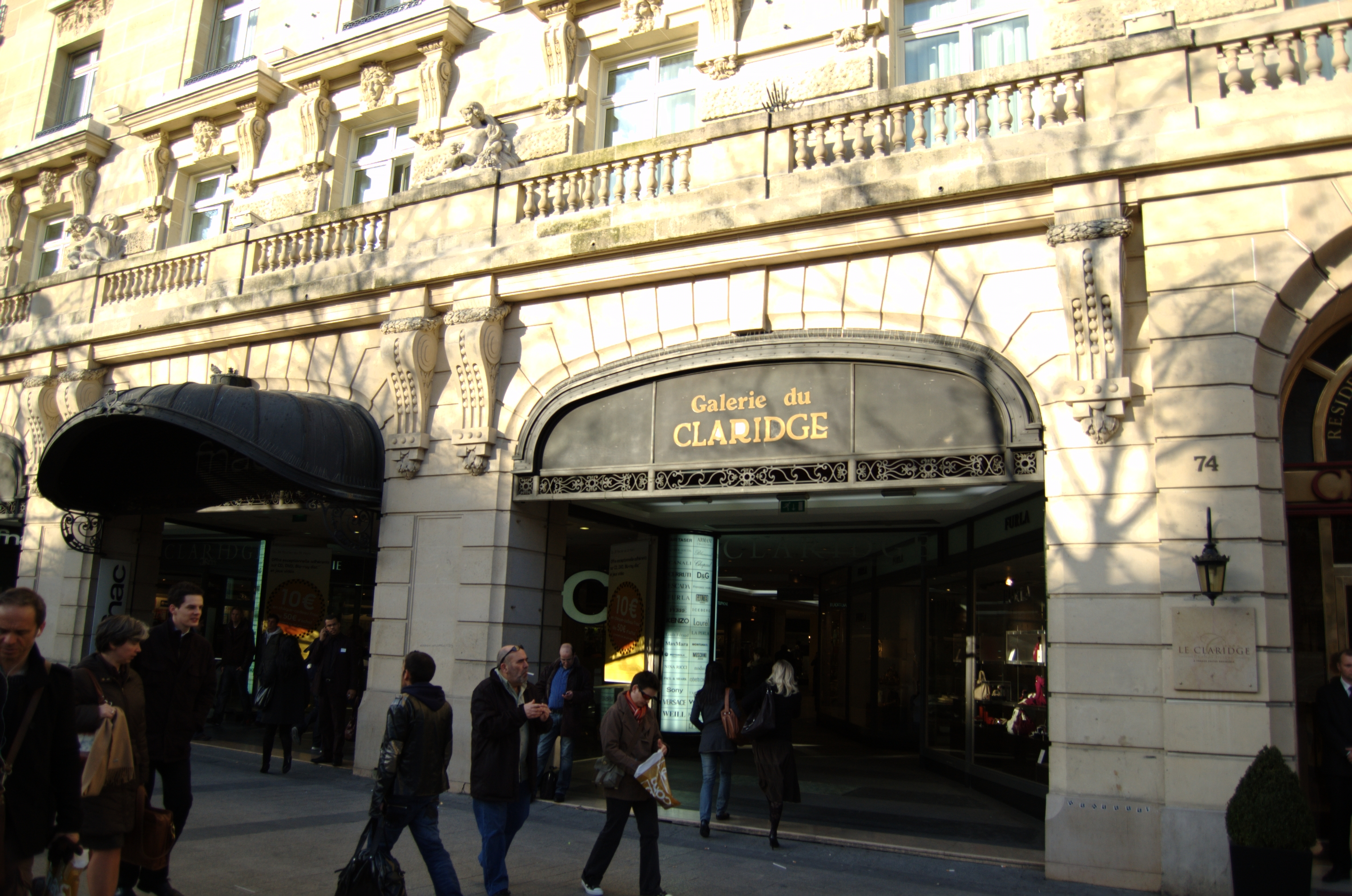
Entrée de la galerie Claridge.
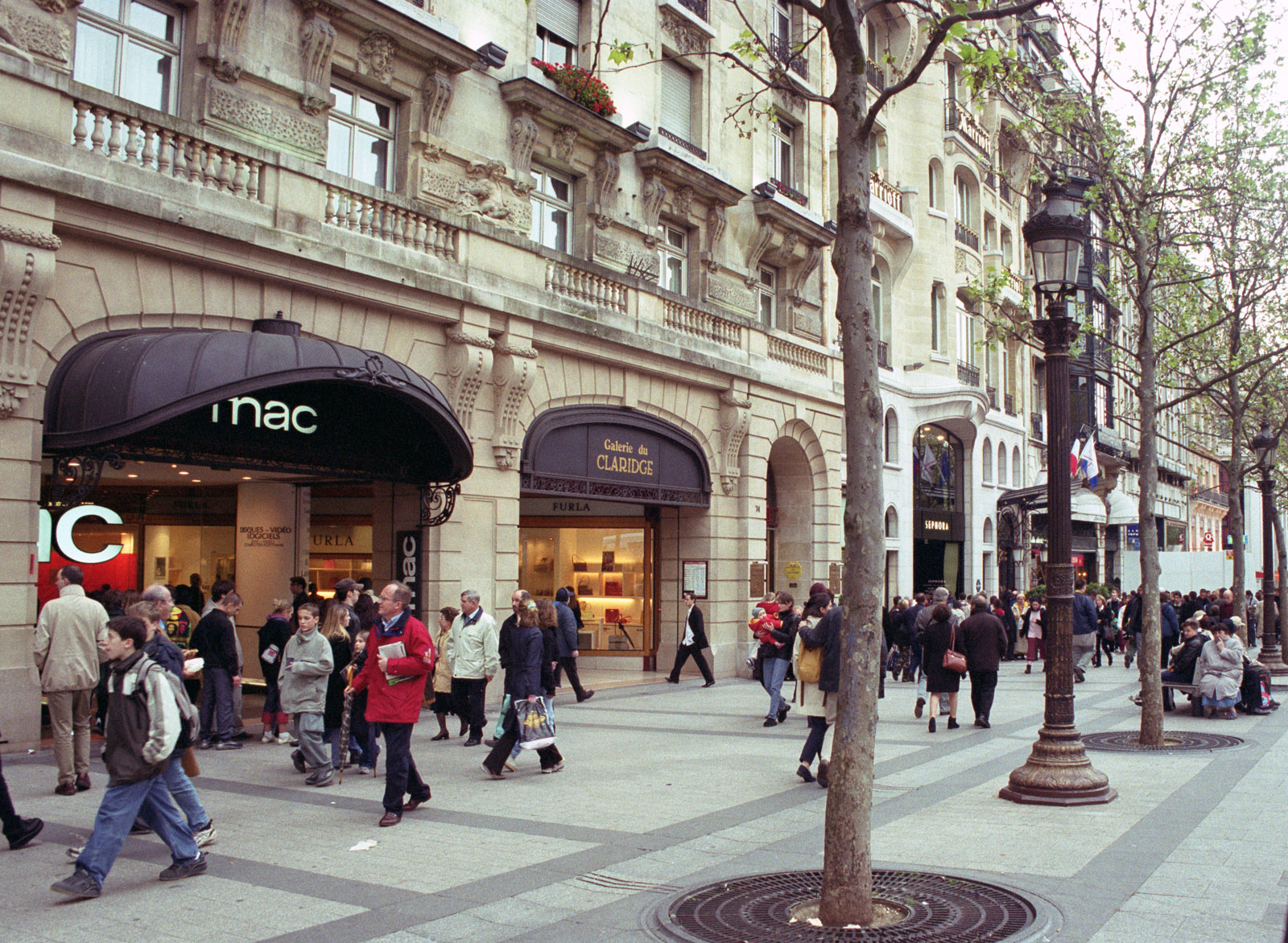
Enseigne Fnac occupant la galerie.
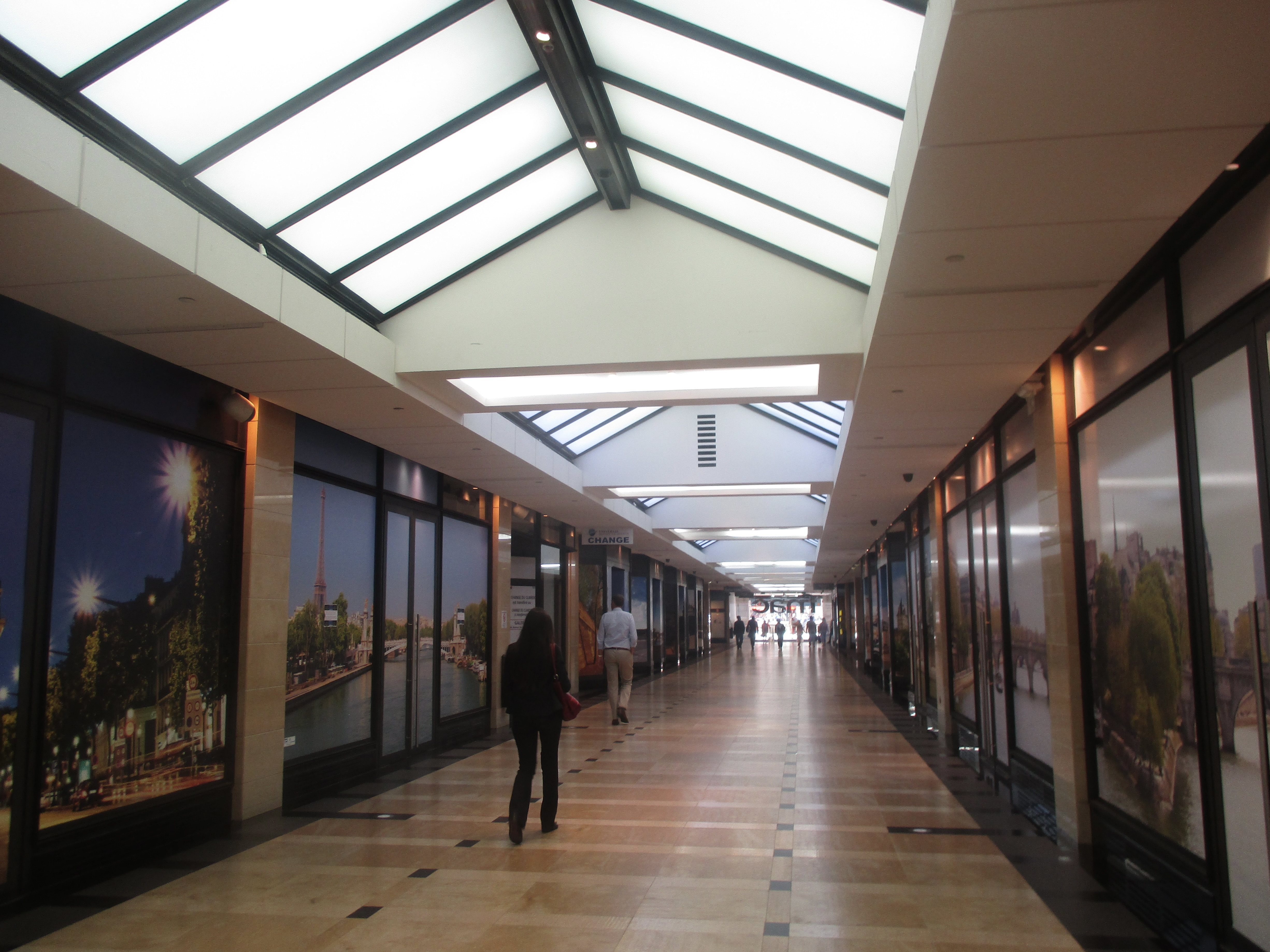
Intérieur de la galerie.